# أولاد علي بن موسى
أولاد علي بن موسى هي مجموعة عرقية في جنوب الجزائر وهي موزعة بين تمنطيط وبني عباس، أقربائهم في أولاد السعيد. يضيف واطان (Watin) حول أولاد علي بن موسى أنهم :« شرفاء أدارسة من فرع فاس حيث طردوا من قبل اليهودي أمحمد بن عافية. بعد الإقامة لعدة سنوات في بوسمغون ذهبوا للإستقرار في توات.»

## الأصل
الجد المشترك لأولاد علي بن موسى هو سيدي يوسف بن محمد والذي يوجد قبره في تمنطيط، ذريته الذين يسكنون هناك يعرفون بأولاد علي بن موسى.
موسى بن علي هو جد أولاد علي بن موسى ببني عباس، قدم من تمنطيط قال آخرون من قورارة للإستقرار ببني عباس خلال القرن الخامس أو السادس عشر. من المرجح أنه قدم من تمنطيط لكن قبيلته قبل الإستقرار بتمنطيط مرت بقورارة.